# 애슈퍼드구

애슈퍼드구의 위치

애슈퍼드구(영어: Borough of Ashford)는 잉글랜드 켄트주에 위치한 비도시 자치구로 중심 도시는 애슈퍼드이며 인구는 123,285명(2014년 기준), 면적은 580.62km2이다.